# Jack Miller
Jack Richard Miller, född 6 juni 1916 i Chicago, Illinois, död 29 augusti 1994 i Temple Terrace, Florida, var en amerikansk republikansk politiker och jurist. Han representerade delstaten Iowa i USA:s senat 1961-1973.
Miller studerade vid Creighton University, Catholic University of America och Columbia University. Han deltog i andra världskriget och avancerade till överstelöjtnant. Han undervisade i juridik vid University of Notre Dame 1948-1949 och arbetade därefter som advokat i Sioux City.
Senator Thomas E. Martin kandiderade inte till omval i senatsvalet 1960. Miller besegrade guvernören i Iowa Herschel C. Loveless i valet. Han omvaldes 1966. Utmanaren Dick Clark besegrade sedan honom i senatsvalet 1972. Miller arbetade senare som federal domare.
Miller var katolik. Hans grav finns på Arlingtonkyrkogården.